# Монгольский хариус
Монго́льский ха́риус (лат. Thymallus brevirostris) — вид пресноводных рыб рода Хариусы подсемейства хариусовых семейства лососёвых.

## Внешний вид и строение
Этот вид примитивен и напоминает типичных лососёвых. Например, рот монгольского хариуса намного больше, чем у других хариусов (конец нижней челюсти заходит за задний край глаза), а его зубы хорошо развиты (у других хариусов они редуцированы).

## Распространение и места обитания
Монгольский хариус живёт во внутренних водоёмах северо-запада Монголии.

## Эволюционные связи
Обитание в центральной части Азии этого примитивного вида может говорить о том, что именно там возникли первые представители семейства хариусов, затем распространившиеся на север, восток и запад Евразии.